# Kendrick Lamar
Kendrick Lamar Duckworth (sinh ngày 17 tháng 6 năm 1987) là một rapper kiêm nhạc sĩ sáng tác nhạc người Mỹ. Được coi là một trong những nghệ sĩ hip hop có ảnh hưởng nhất trong thế hệ của mình và là một trong những rapper vĩ đại nhất trong lịch sử, anh được biết đến với khả năng kết hợp giữa kỹ thuật rap trình độ cao với tính nghệ thuật, đồng thời sở hữu kỹ năng sáng tác nhạc tinh xảo. Anh đã được trao Giải thưởng Pulitzer về Âm nhạc vào năm 2018, khiến anh trở thành nghệ sĩ âm nhạc ngoài hai thể loại cổ điển và jazz đầu tiên được vinh danh ở giải thưởng này.
Lamar khởi nghiệp ca hát dưới nghệ danh K.Dot khi còn học trung học. Anh đã ký hợp đồng với hãng thu âm Top Dawg Entertainment (TDE) vào năm 2015, nơi anh đồng sáng lập siêu nhóm nhạc hip hop có tên Black Hippy. Sau thành công của album alternative hip hop Section.80 (2011), Lamar đã ký hợp đồng thu âm cùng Aftermath Entertainment và Interscope Records của Dr. Dre. Anh trở nên nổi tiếng với album thứ hai chịu ảnh hưởng của gangsta rap có tên Good Kid, M.A.A,D City (2012) với các đĩa đơn lọt vào top 40 "Swimming Pools (Drank)", "Bitch, Don't Kill My Vibe" và "Poetic Justice". Đây là album phòng thu hip hop trụ hạng lâu nhất trên Billboard 200.
Album thứ ba của Lamar To Pimp a Butterfly (2015) đã tiếp thu các phong cách âm nhạc lịch sử của người Mỹ gốc Phi như jazz và funk. To Pimp a Butterfly trở thành album đầu tiên trong bốn album liên tiếp của anh đứng đầu bảng xếp hạng album tại Hoa Kỳ và là một trong những album được giới phê bình đánh giá cao nhất ở những năm 2010.  Màn góp giọng của Lamar trong bản phối lại "Bad Blood" (2014) của Taylor Swift đã mang về cho anh đĩa đơn quán quân đầu tiên trên Billboard Hot 100. Thành công của anh về cả mặt thương mại lẫn phê bình được tiếp nối với album phòng thu thứ tư chịu ảnh hưởng mạnh của R&B và pop, Damn (2017), bao gồm đĩa đơn thứ hai của anh dẫn đầu bảng xếp hạng "Humble". Album đôi Mr. Morale & the Big Steppers (2022) đánh dấu việc kết thúc hợp đồng của Lamard với TDE và Aftermath. Mối thù năm 2024 của anh với Drake đã tạo ra các bài hát đứng đầu Hot 100 "Like That" và "Not Like Us".
Lamar đã nhận được nhiều giải thưởng khác nhau trong suốt sự nghiệp của mình, bao gồm một Giải Primetime Emmy, một Giải Brit, bốn Giải thưởng Âm nhạc Mỹ, sáu Giải thưởng Âm nhạc Billboard, 11 Giải Video âm nhạc của MTV (bao gồm hai giải Video của năm), 22 Giải Grammy (rapper giành giải Grammy nhiều thứ ba) và 29 Giải BET Hip Hop (nhiều giải nhất đối với bất cứ nghệ sĩ nào). Time đã liệt kê anh là một trong 100 người ảnh hưởng nhất thế giới vào năm 2016. Hai chuyến lưu diễn hòa nhạc của anh, The Damn Tour (2017–2018) và The Big Steppers Tour (2022–2024), là một trong những chuyến lưu diễn của rapper có doanh thu cao nhất trong lịch sử. Ba album của anh đã được đưa vào bản sửa đổi năm 2022 của Rolling Stone trong danh sách 500 album hay nhất mọi thời đại. Ngoài âm nhạc, Lamar đồng sáng lập công ty PGLang và dấn thân vào lĩnh vực điện ảnh với đối tác sáng tạo Dave Free.

## Di sản

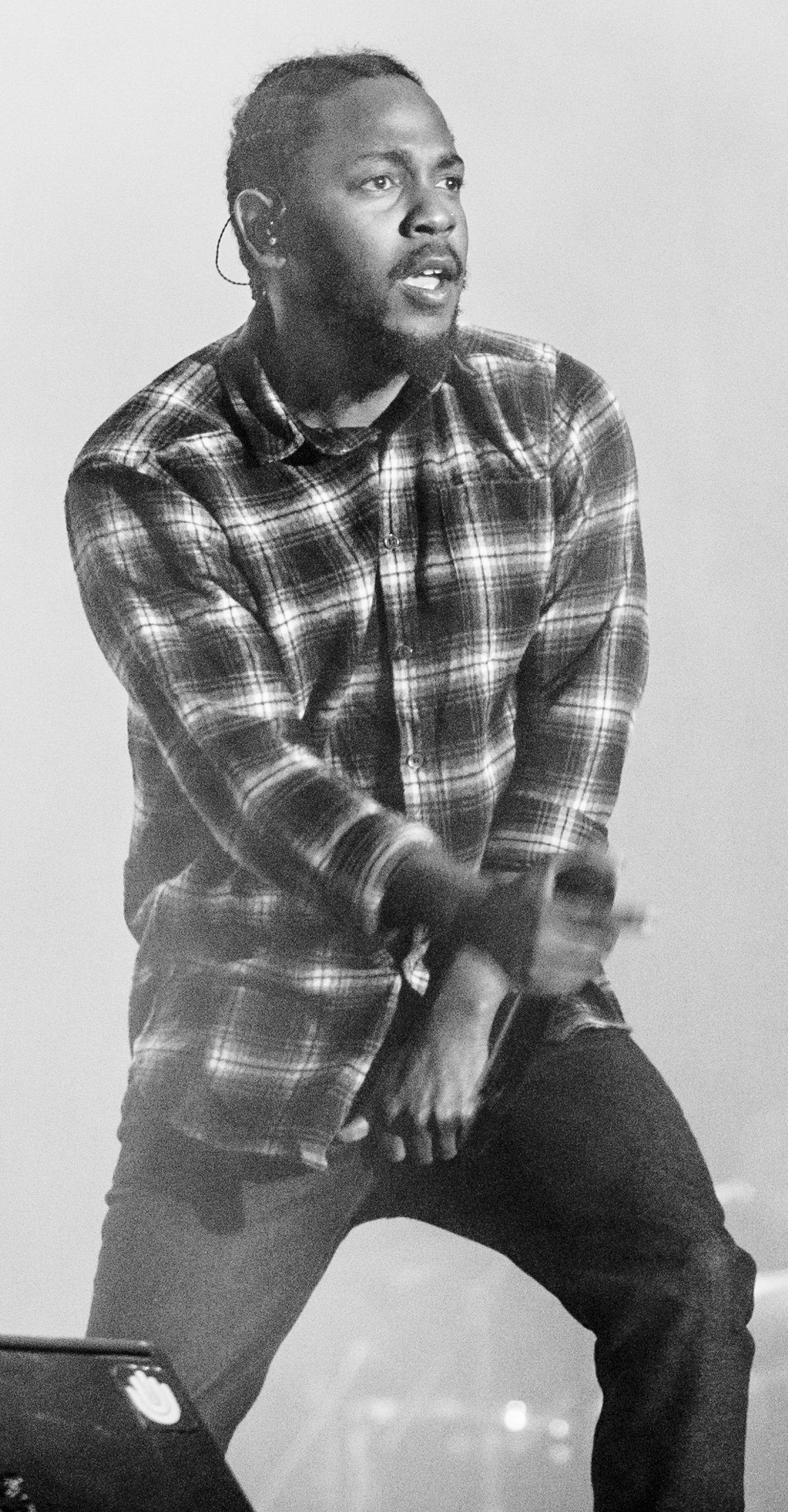
Lamar biểu diễn tại Festival Internacional de Benicàssim vào năm 2016

Là một trong những nghệ sĩ âm nhạc có ảnh hưởng nhất trong thập niên 2010, Lamar được coi là sự thay đổi lớn trong nền văn hóa hip hop và văn hóa đại chúng đương đại. Danh sách đĩa nhạc của anh đã trở thành chất xúc tác cho sự trỗi dậy của lương tâm xã hội qua nhiều thế hệ, thách thức thực trạng xã hội bằng cách khuyến khích khán giả xem xét lại thể chế. Trong suốt phong trào Black Lives Matter và các sự kiện sau cuộc bầu cử tổng thống Mỹ 2016, bài hát của anh đã được sử dụng làm bài hát phản đối. Theo học giả nghiên cứu và truyền thông người Mỹ William Hoynes, các yếu tố tiến bộ của Lamar đưa anh vào cùng nhóm với những nghệ sĩ và nhà hoạt động người Mỹ gốc Phi khác, những người "làm việc cả bên trong và bên ngoài thị trường chính thống để thúc đẩy nền văn hóa phản đối các định kiến phân biệt chủng tộc đang được truyền bá trên các phương tiện truyền thông đại chúng do người da trắng làm chủ". Anh được ghi nhận là người hồi sinh dòng nhạc jazz rap và video âm nhạc như một hình thức phản ánh xã hội.
Âm nhạc của Lamar liên tục nhận được sự hoan nghênh của giới phê bình và thành công về thương mại – một sự kết hợp hiếm hoi trong ngành công nghiệp âm nhạc – cũng như sự ủng hộ từ các nghệ sĩ đã mở đường cho sự tiến bộ của anh, khiến anh được vinh danh là "Vua Kendrick". Giải Pulitzer của anh là dấu hiệu cho thấy giới tinh hoa văn hóa Mỹ chính thức công nhận hip hop là "phương tiện nghệ thuật hợp pháp". Nhiều nghệ sĩ kỳ cựu như Nas, Bruce Springsteen, Eminem, Dr. Dre, Prince và Madonna đã ca ngợi tài năng âm nhạc của anh. Album cuối cùng của David Bowie, Blackstar (2016), được lấy cảm hứng từ To Pimp a Butterfly, nhà sản xuất Tony Visconti đã ca ngợi Lamar là "người phá vỡ quy tắc" trong ngành công nghiệp âm nhạc. Pharrell Williams gọi anh là "một trong những nhà thơ vĩ đại nhất của thời đại chúng ta" và ví anh với Bob Dylan. Lamar cũng được trích dẫn là người có ảnh hưởng mạnh mẽ đến các tác phẩm âm nhạc của nhiều nghệ sĩ hiện đại, bao gồm Dua Lipa, Tyler, the Creator, Roddy Ricch và Rosalía. Lorde đã gọi anh là "nghệ sĩ nổi tiếng và ảnh hưởng nhất trong nền âm nhạc hiện đại".

## Danh sách đĩa nhạc
- Section.80 (2011)
- Good Kid, M.A.A.D City (2012)
- To Pimp a Butterfly (2015)
- Damn (2017)
- Mr. Morale & the Big Steppers (2022)
- GNX (2024)

## Sự nghiệp điện ảnh
- Lennon or McCartney (2014)
- Quincy (2018)
- Kendrick Lamar Live: The Big Steppers Tour (2022)
- Renaissance: A Film by Beyoncé (2023)
- Piece by Piece (2024)

## Lưu diễn
Trình diễn chính
- Good Kid, M.A.A.D City World Tour (2013)
- Kunta's Groove Sessions (2015)

- The Damn Tour (2017–2018)
- The Big Steppers Tour (2022–2024)

Đồng trình diễn
- The Championship Tour (2018)